# 緬甸箱鱉
緬甸箱鱉（学名：Lissemys scutata），又名緬甸緣板鱉，是分佈在緬甸、泰國及中國的一種鱉。

## 特徵
緬甸箱鱉的殼呈橄欖褐色至褐色，有一些深色的斑點或網紋。頭部呈橄欖色至褐色，有明顯的深色斑紋。

## 分佈
緬甸箱鱉分佈在緬甸的伊洛瓦底江及怒江、泰國東北部及中國的雲南省。

## 分類
一些學者認為緬甸箱鱉是緣板鱉的亞種，而非獨立的物種。

## 保育狀況
其被列為《瀕危野生動植物種國際貿易公約》附錄二的物種，被限制出口及貿易。